# スマン・ポクレル
スマン・ポクレル (ネパール語：सुमन पोखरेल、1967年9月21日 - ）はネパールの詩人、劇作家、翻訳者。

## 略歴
スマン・ポクレルは2013年と2015年に南アジア地域協力連合文学賞を受賞し。彼の作品は世界中の著名な雑誌に掲載されています。スマン・ポクラルは、作詞家、劇作家、芸術家でもあります。
彼の詩はアラビア語、ベンガル語、フランス語、ドイツ語、ヒンディー語、イタリア語、マイティリ語、オディア、ペルシャ語、サンスクリット語、スペイン語、ウルドゥー語に翻訳されています。 彼の詩はネパールのトリブバン大学とプルワンチャル大学の言語と文学研究のシラバスに含まれています。ファンは自分の体の部分に彼の詩の詩を入れ墨しています。